# Fontaine de la piazza Mazzini
La spectaculaire fontaine de la piazza Mazzini est située à Rome, au centre de la place homonyme, dans une zone utilisée comme jardin public, bordé d'arbres et de buissons.

## Histoire et description
Sur un projet de Raffaele De Vico, elle a été construite entre 1927 et 1930. Autour d'une vasque principale octogonale, large de 25 mètres, se trouvent quatre petites fontaines; sur chacune de ces petites fontaines se trouve une courte colonne, ornée de l'insigne du régime fasciste: l'aigle avec les ailes semi ouvertes, en haut, au-dessus du sigle “S. P. Q. R.”, et trois poutres en bas-relief, le long de la tige.
Au-dessus du relief du poisson, l'inscription “ACQVA DI TREVI” annonce que la fontaine est reliée à l'aqueduc de l'Acqua Vergine, le même qui fournit également la fontaine de Trevi.
L'ensemble du périmètre de la fontaine est entourée par une série de petites colonnes en pierre reliées par une balustrade, qui laisse libre seulement quatre entrées, composée de deux gradins vers le bas.
La dernière restauration remonte à 2001.

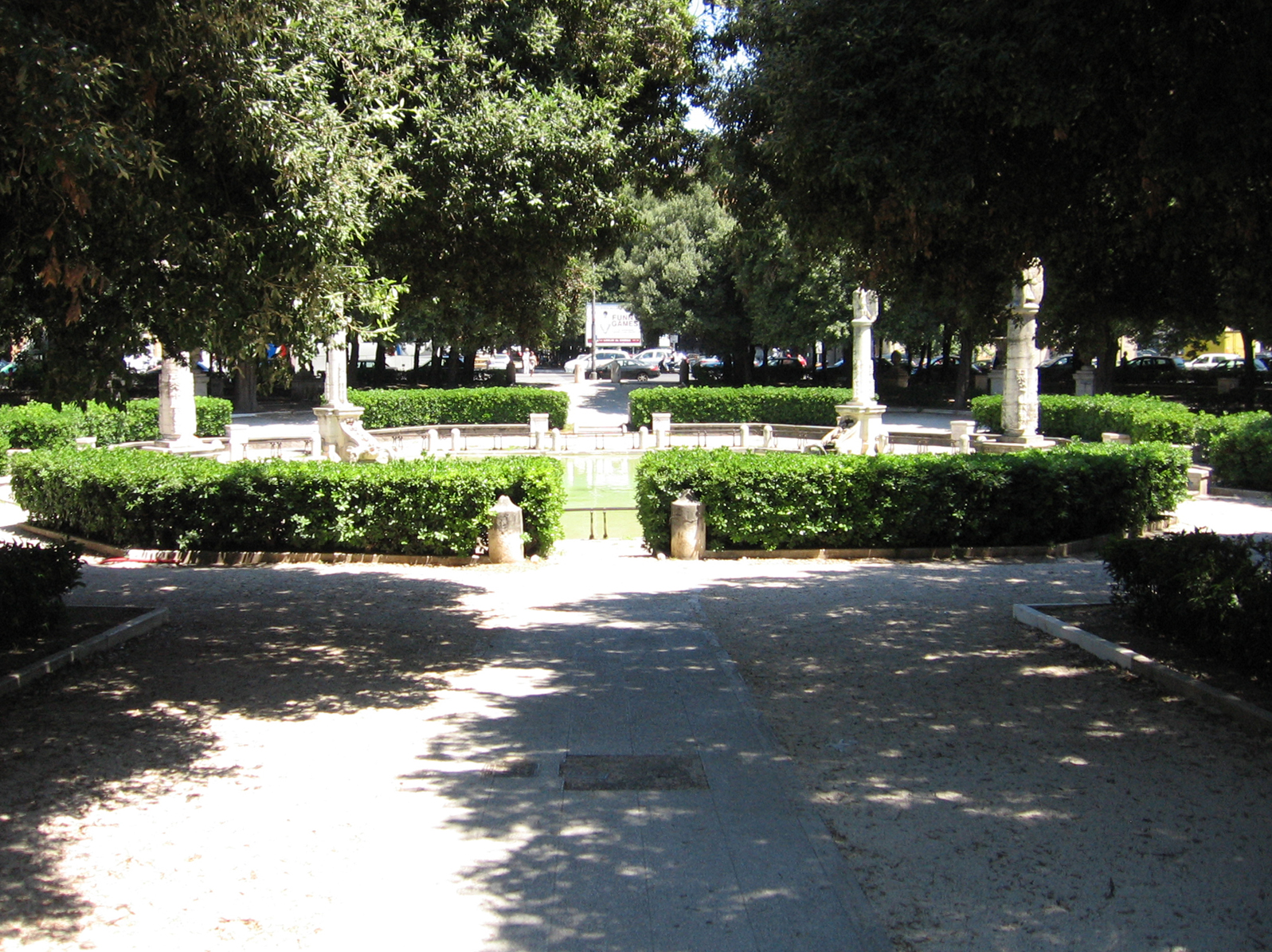
Vue d'ensemble de la fontaine
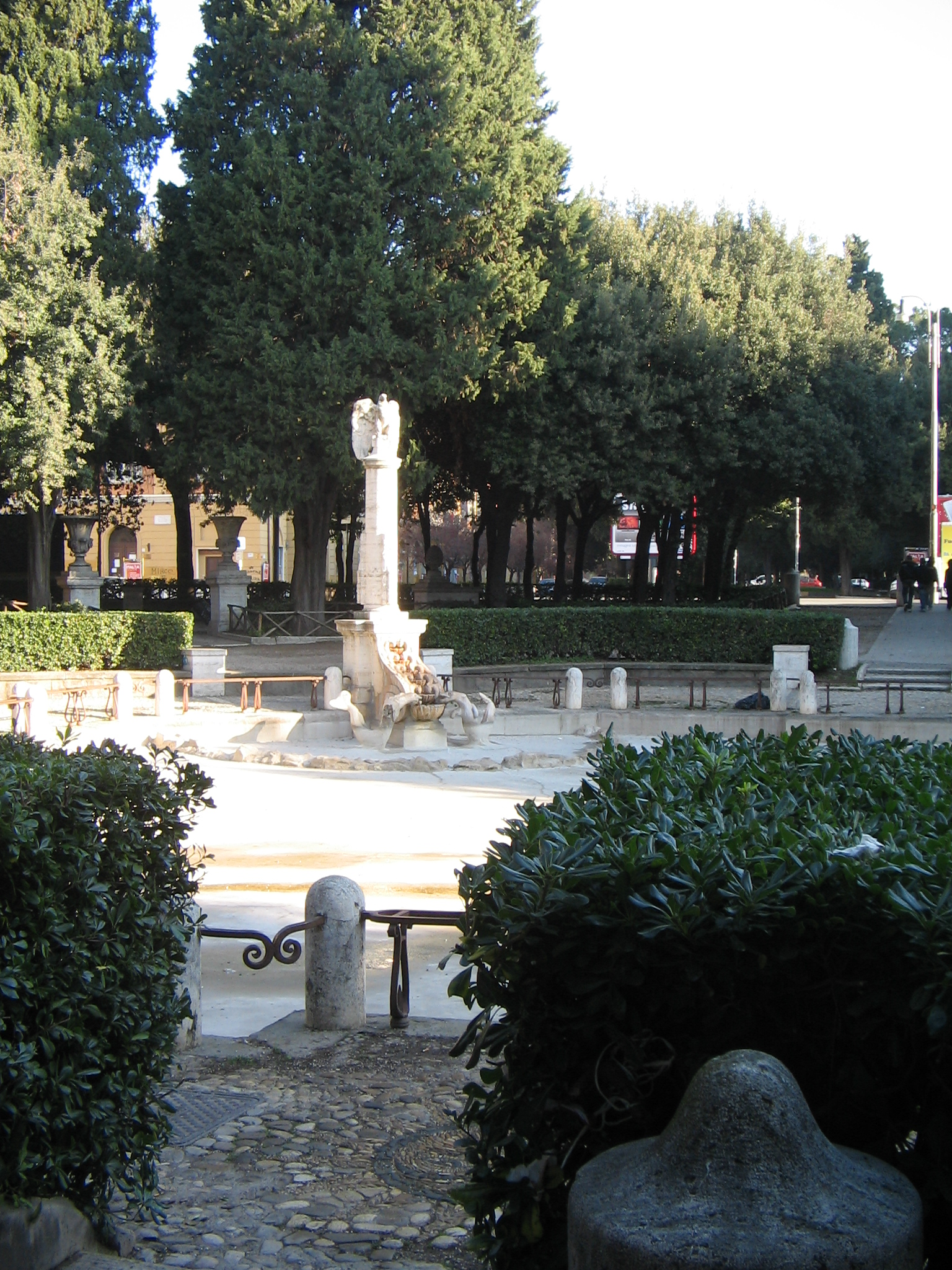
Un des quatre éléments de la structure